# David di Donatello al millor actor no protagonista
El premi David di Donatello al millor actor no protagonista (en italià: David di Donatello miglior attore non protagonista) és un premi de cinema que anualment atorga l'Acadèmia del Cinema Italià (ACI, Accademia del Cinema Italiano) per reconèixer la destacada interpretació en un paper de repartiment d’un actor masculí en una pel·lícula italiana estrenada l'any anterior a la cerimònia. El premi es va donar per primera vegada el 1981, quan es va convertir en competitiu.

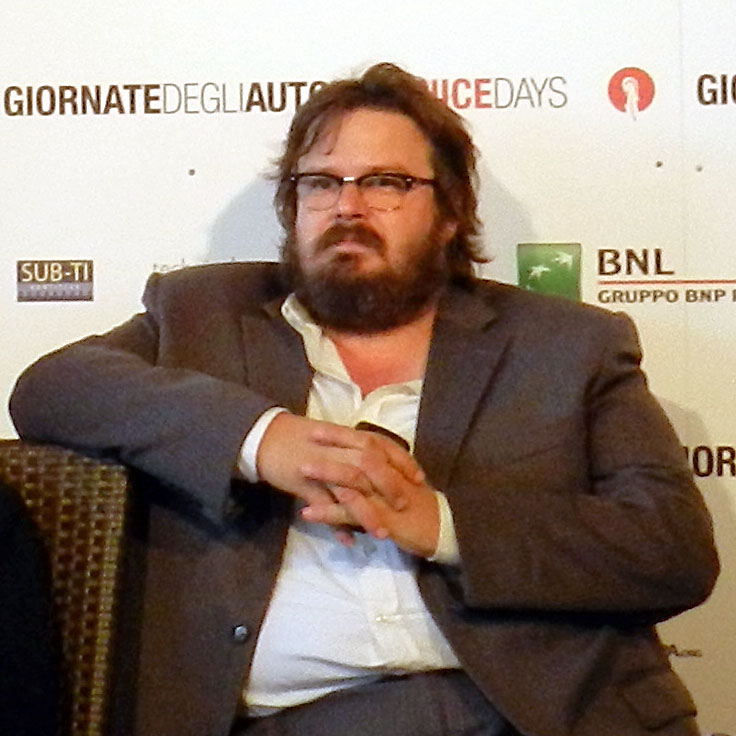
Giuseppe Battiston, guanyador de tres premis

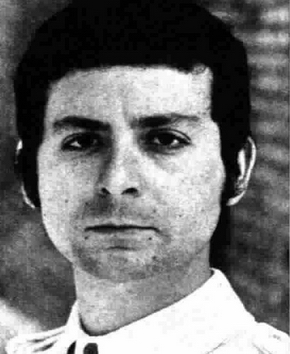
Leo Gullotta, guanyador tres cops del premi

## Guanyadors

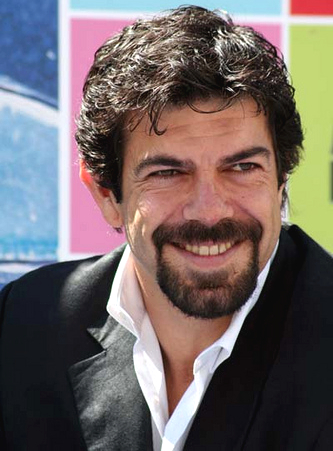
Pierfrancesco Favino, guanyador dos cops del premi

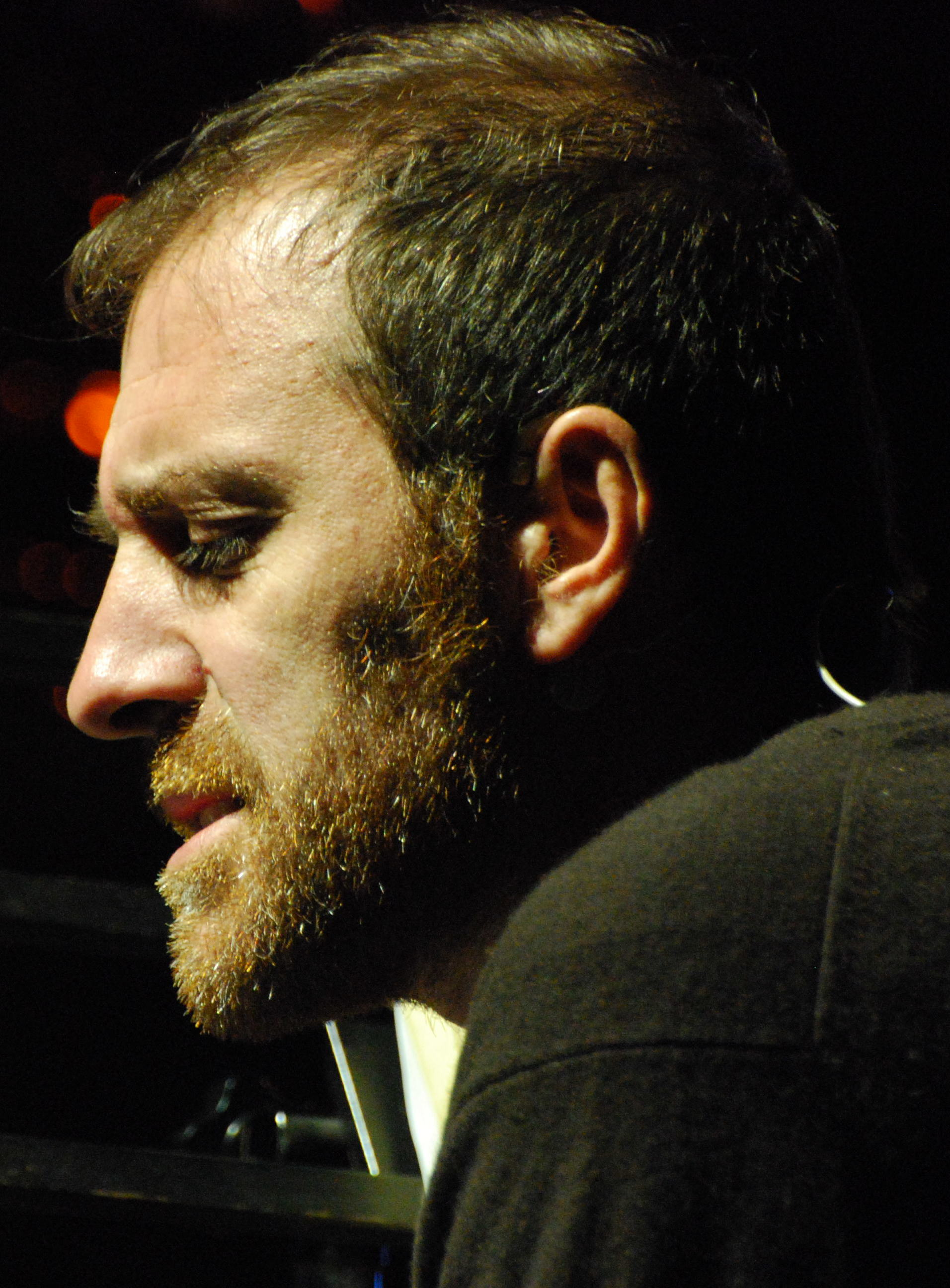
Valerio Mastandrea, guanyador dos cops del premi

Els guanyadors del premi han estat:

### Anys 1981-1989
- David di Donatello 1981
  - Charles Vanel - Tre fratelli
  - Bruno Ganz - La storia vera della signora dalle camelie
  - Néstor Garay - Camera d'albergo
- David di Donatello 1982
  - Angelo Infanti - Borotalco
  - Alessandro Haber - Piso pisello
  - Paolo Stoppa - Il marchese del Grillo
- David di Donatello 1983
  - Lello Arena - Scusate il ritardo
  - Tino Schirinzi - Sciopèn
  - Paolo Stoppa - Amici miei atto II
- David di Donatello 1984
  - Carlo Giuffré - Son contento
  - Aldo Giuffré - Mi manda Picone
  - Stefano Satta Flores - Cento giorni a Palermo
- David di Donatello 1985
  - Ricky Tognazzi - Qualcosa di biondo
  - Ruggero Raimondi - Carmen
  - Paolo Bonacelli - Non ci resta che piangere
- David di Donatello 1986
  - Bernard Blier - Speriamo che sia femmina
  - Ferruccio De Ceresa - La messa è finita
  - Philippe Noiret - Speriamo che sia femmina
  - Franco Fabrizi - Ginger e Fred
- David di Donatello 1987
  - Leo Gullotta - Il camorrista
  - Justino Díaz - Otello
  - Gigi Reder - Superfantozzi
  - Mattia Sbragia - Il caso Moro
- David di Donatello 1988
  - Peter O'Toole – L'últim emperador
  - Gabriele Ferzetti - Giulia e Giulia
  - Galeazzo Benti - Io e mia sorella
- David di Donatello 1989
  - Massimo Dapporto - Mignon è partita (ex aequo)
  - Carlo Croccolo - 'o Re (ex aequo)
  - Paolo Panelli - Splendor

### Anys 1990-1999
- David di Donatello 1990
  - Sergio Castellitto - Tre colonne in cronaca
  - Ennio Fantastichini - Porte aperte
  - Alessandro Haber - Willy Signori e vengo da lontano
  - Vittorio Caprioli - Il male oscuro
  - Roberto Citran - Piccoli equivoci
- David di Donatello 1991
  - Ciccio Ingrassia - Condominio
  - Enzo Cannavale - La casa del sorriso
  - Giuseppe Cederna - Mediterraneo
  - Sergio Castellitto - Stasera a casa di Alice
  - Ricky Memphis - Ultrà
- David di Donatello 1992
  - Angelo Orlando - Pensavo fosse amore... invece era un calesse
  - Giancarlo Dettori - Maledetto il giorno che t'ho incontrato
  - Giorgio Gaber - Rossini! Rossini!
- David di Donatello 1993
  - Claudio Amendola - Un'altra vita
  - Renato Carpentieri - Fiorile
  - Leo Gullotta - La scorta
- David di Donatello 1994
  - Alessandro Haber - Per amore, solo per amore
  - Giancarlo Giannini - Giovanni Falcone
  - Leopoldo Trieste - Il giudice ragazzino
- David di Donatello 1995
  - Giancarlo Giannini - Come due coccodrilli
  - Roberto Citran - Il toro
  - Philippe Noiret - Il postino
- David di Donatello 1996
  - Leopoldo Trieste - L'uomo delle stelle
  - Raoul Bova - Palermo Milano solo andata
  - Alessandro Haber - I laureati
- David di Donatello 1997
  - Leo Gullotta - Il carniere
  - Diego Abatantuono - Nirvana
  - Antonio Albanese - Vesna va veloce
  - Claudio Amendola - Testimone a rischio
  - Massimo Ceccherini - Il ciclone
- David di Donatello 1998
  - Silvio Orlando - Aprile
  - Sergio Bustric - La vita è bella
  - Massimo Ceccherini - Fuochi d'artificio
- David di Donatello 1999
  - Fabrizio Bentivoglio - Del perduto amore
  - Mario Scaccia - Ferdinando e Carolina
  - Emilio Solfrizzi - Matrimoni

### Anys 2000-2009
- David di Donatello 2000
  - Giuseppe Battiston - Pane e tulipani (ex aequo)
  - Leo Gullotta - Un uomo perbene (ex aequo)
  - Emilio Solfrizzi - Ormai è fatta!
- David di Donatello 2001
  - Tony Sperandeo - I cento passi
  - Silvio Orlando - La stanza del figlio
  - Claudio Santamaria - L'ultimo bacio
- David di Donatello 2002
  - Libero De Rienzo - Santa Maradona
  - Leo Gullotta - Vajont
  - Silvio Orlando - Luce dei miei occhi
- David di Donatello 2003
  - Ernesto Mahieux - L'imbalsamatore
  - Antonio Catania - Ma che colpa abbiamo noi
  - Pierfrancesco Favino - El Alamein - La linea del fuoco
  - Giancarlo Giannini - Il cuore altrove
  - Kim Rossi Stuart - Pinocchio
- David di Donatello 2004
  - Roberto Herlitzka - Buongiorno, notte
  - Diego Abatantuono - Io non ho paura
  - Elio Germano - Che ne sarà di noi
  - Fabrizio Gifuni - La meglio gioventù
  - Emilio Solfrizzi - Agata e la tempesta
- David di Donatello 2005
  - Carlo Verdone - Manuale d'amore
  - Johnny Dorelli - Ma quando arrivano le ragazze?
  - Silvio Muccino - Manuale d'amore
  - Raffaele Pisu - Le conseguenze dell'amore
  - Fabio Troiano - Dopo mezzanotte
- David di Donatello 2006
  - Pierfrancesco Favino – Romanzo criminale
  - Giorgio Faletti - Notte prima degli esami
  - Neri Marcorè - La seconda notte di nozze
  - Nanni Moretti - Il caimano
  - Sergio Rubini - La terra
- David di Donatello 2007
  - Giorgio Colangeli - L'aria salata
  - Valerio Mastandrea - N - Io e Napoleone
  - Ninetto Davoli - Uno su due
  - Ennio Fantastichini - Saturno contro
  - Riccardo Scamarcio - Mio fratello è figlio unico
- David di Donatello 2008
  - Alessandro Gassmann - Caos calmo
  - Giuseppe Battiston - Giorni e nuvole
  - Fabrizio Gifuni - La ragazza del lago
  - Ahmed Hafiene - La giusta distanza
  - Umberto Orsini - Il mattino ha l'oro in bocca
- David di Donatello 2009
  - Giuseppe Battiston - Non pensarci
  - Claudio Bisio - Ex
  - Carlo Buccirosso - Il divo
  - Luca Lionello - Cover Boy - L'ultima rivoluzione
  - Filippo Nigro - Diverso da chi?

### Anys 2010-2019
- David di Donatello 2010
  - Ennio Fantastichini - Mine vaganti
  - Il complesso degli attori non protagonisti - Baarìa
  - Pierfrancesco Favino - Baciami ancora
  - Marco Giallini - Io, loro e Lara
  - Marco Messeri - La prima cosa bella
- David di Donatello 2011
  - Giuseppe Battiston - La passione
  - Raoul Bova - La nostra vita
  - Alessandro Siani - Benvenuti al Sud
  - Rocco Papaleo - Nessuno mi può giudicare
  - Francesco Di Leva - Una vita tranquilla
- David di Donatello 2012
  - Pierfrancesco Favino - Romanzo di una strage
  - Marco Giallini - ACAB - All Cops Are Bastards
  - Renato Scarpa - Habemus Papam
  - Giuseppe Battiston - Io sono Li
  - Fabrizio Gifuni - Romanzo di una strage
- David di Donatello 2013
  - Valerio Mastandrea - Viva la libertà
  - Giuseppe Battiston - Il comandante e la cicogna
  - Marco Giallini - Buongiorno papà
  - Stefano Accorsi - Viaggio sola
  - Claudio Santamaria - Diaz - Don't Clean Up This Blood
- David di Donatello 2014
  - Fabrizio Gifuni - Il capitale umano
  - Valerio Aprea - Smetto quando voglio
  - Giuseppe Battiston - La sedia della felicità
  - Stefano Fresi - Smetto quando voglio
  - Libero De Rienzo - Smetto quando voglio
  - Carlo Verdone - La grande bellezza
- David di Donatello 2015
  - Carlo Buccirosso - Noi e la Giulia
  - Luigi Lo Cascio - Il nome del figlio
  - Fabrizio Bentivoglio - Il ragazzo invisibile
  - Nanni Moretti - Mia madre
  - Claudio Amendola - Noi e la Giulia
- David di Donatello 2016
  - Luca Marinelli - Lo chiamavano Jeeg Robot
  - Valerio Binasco - Alaska
  - Fabrizio Bentivoglio - Gli ultimi saranno ultimi
  - Giuseppe Battiston - La felicità è un sistema complesso
  - Alessandro Borghi - Suburra
- David di Donatello 2017
  - Valerio Mastandrea - Fiore
  - Massimiliano Rossi - Indivisibili
  - Ennio Fantastichini - La stoffa dei sogni
  - Pierfrancesco Favino - Le confessioni
  - Roberto De Francesco - Le ultime cose
- David di Donatello 2018
  - Giuliano Montaldo - Tutto quello che vuoi
  - Peppe Barra - Napoli velata
  - Alessandro Borghi - Fortunata
  - Carlo Buccirosso - Ammore e malavita
  - Elio Germano - La tenerezza
- David di Donatello 2019
  - Edoardo Pesce - Dogman
  - Massimo Ghini - A casa tutti bene
  - Valerio Mastandrea - Euforia
  - Ennio Fantastichini - Fabrizio De André - Principe libero
  - Fabrizio Bentivoglio - Loro

### Anys 2020-2029
- David di Donatello 2020
  - Luigi Lo Cascio - Il traditore
  - Carlo Buccirosso - 5 è il numero perfetto
  - Stefano Accorsi - Il campione
  - Fabrizio Ferracane - Il traditore
  - Roberto Benigni - Pinocchio

## Actors més premiats
| Número de premis | Guanyador            | Anys             |
| ---------------- | -------------------- | ---------------- |
| 3                | Giuseppe Battiston   | 2000, 2009, 2011 |
| 3                | Leo Gullotta         | 1987, 1997, 2000 |
| 2                | Pierfrancesco Favino | 2006, 2012       |
| 2                | Valerio Mastandrea   | 2013, 2017       |